# Probe Software
Probe Software, zeitweise auch Probe Entertainment, war ein 1984 gegründetes, britisches Entwicklungsstudio für Computerspiele. Ab 1995 gehörte es zum amerikanischen Publisher Acclaim und firmierte von Mai 1999 bis zur Schließung im April 2000 kurzzeitig als Acclaim Studios London.

## Beschreibung
Probe Software wurde 1984 von Fergus McGovern und Vakis Paraskeva gegründet. Das Studio arbeitete anfangs auch als Publisher, der die Distribution und das Marketing der Spiele übernahm. Die ersten beiden Titel, Alcatraz und Defence-16, erschienen zunächst für Commodore 16 und Plus/4. Da sich die Plattformen bereits als wenig erfolgreich andeuteten, wechselte man dann mit Devil’s Crown auf den Amstrad CPC, das sich zum ersten größeren Erfolg des Studios entwickelte. Da das Studio außer den beiden Firmengründern kein Vertriebsteam besaß, fiel mit zunehmenden Verkaufserfolg die Entscheidung, das Publishing aufzugeben und sich ganz auf die Entwicklung zu konzentrieren. 1988 war die Belegschaft schließlich auf 72 Mitarbeiter angewachsen.
Das Studio spezialisierte sich zunächst auf Heimcomputer-Portierungen von Arcade-Spielen und Lizenztitel zu Filmen. Am 10. Oktober 1995 erwarb der amerikanische Publisher Acclaim Entertainment das im Londoner Stadtbezirk Croydon ansässige Entwicklungsstudio. Die Übernahme wurde im Tausch gegen 1.732 Acclaim-Stammaktien durchgeführt, Schätzungen zur Folge ein Pakt mit einem Gesamtwert von ca. 40 Millionen US-Dollar. Etwa zu diesem Zeitpunkt wandelte sich auch der Studioname zu Probe Entertainment. Im Mai 1999 benannte Acclaim alle seine Entwicklungsstudios einheitlich um und aus Probe Entertainment wurde Acclaim Studios London. Bereits ein Jahr später jedoch, im April 2000, wurde das Studio geschlossen.

## Veröffentlichte Titel
- 1984: Alcatraz
- 1985: Defence-16
- 1985: Devil’s Crown
- 1986:  The Adventures of Bond... Basildon Bond
- 1986: Xevious (Portierung auf CPC, Atari ST und ZX Spectrum)
- 1986: Oblido
- 1987: Trantor: The Last Stormtrooper
- 1987: BraveStarr
- 1987: Metrocross (Portierung auf CPC, Atari ST, C64 und ZX Spectrum)
- 1987: Arkanoid (Portierung auf CPC und C64)
- 1987: Solomon’s Key (Portierung auf CPC, Atari ST, C64, ZX Spectrum und PC Booter)
- 1991: Out Run (Portierung auf Amiga, CPC, Atari ST und ZX Spectrum)
- 1988: Savage
- 1990: Supremacy: Your Will Be Done
- 1991: Sega Chess
- 1991: Out Run Europa
- 1991: Zurück in die Zukunft 3
- 1992: Kevin allein zu Haus (Portierung auf Master System)
- 1992: Alien 3
- 1992: RoboCop 3 (Portierungen auf NES und C64)
- 1993: Desert Speedtrap
- 1994: Virtual Soccer
- 1994: Mortal Kombat II (Portierungen auf Mega Drive, Game Gear, Master System, Amiga und DOS)
- 1994: Daffy Duck in Hollywood (Portierungen auf Game Gear und Master System)
- 1994: Acme Animation Factory
- 1994: Body Count
- 1994: The Pagemaster
- 1994: Die Schöne und das Biest
- 1994: NHL 95 (Portierung auf Game Boy)
- 1994: The Incredible Hulk
- 1995: Batman Forever
- 1995: NHL 96 (Portierung auf Game Boy)
- 1995: Jelly Boy
- 1995: FIFA Soccer 96 (Portierungen auf SNES, Game Boy, Game Gear, 32X und Saturn)
- 1995: Judge Dredd
- 1996: Bugs Bunny in Double Trouble
- 1996: Alien Trilogy
- 1996: Die Hard Trilogy
- 1997: Extreme-G
- 1997: Fantastic Four
- 1998: Forsaken
- 1998: Batman & Robin
- 1998: Extreme-G 2
- 1999: Re-Volt
- 1999: Armorines: Project S.W.A.R.M.